# عبدالرزاق باشتینی
امیر عبدالرزاق باشتینی پسر خواجه جلال‌الدین فضل‌الله باشتینی از اعیان ولایت بیهق، اولین حاکم سربداران بود که در سال ۷۳۷ هجری (۱۳۳۷ میلادی) قیام‌کنندگان در باشتین وی را که به خاطر نیروی جسمانی و شجاعتش مشهور بود به سرداری خویش برگزیدند و نام سربداران را اختیار کردند.
او از قدرتمندان و ثروتمندان منطقه و از لحاظ کثرت ثروت در بیهق بی نظیر بود. نسبتش از طرف پدر به حسین بن علی می‌رسید و پنج فرزند داشت و مورد توجه سلطان مغول بود. وی که جوانی شجاع بود، همراه ابوسعید به آذربایجان رفت و خان مغول، وقتی شجاعت و شهامت او را دید، تربیتش کرد و پس از مدتی او را برای جمع‌آوری مالیات به کرمان فرستاد.
او از بزرگان ولایت بیهق بود که از طرف ابوسعید خان مغول، برای گرفتن مالیات کرمان عازم شد و پس از اخذ مالیات از مردم آنجا، آن را صرف خوشگذرانی کرد. او در فکر فراهم کردن مالیات خرج شده بود که خبر درگشتِ خان مغول را شنید. از این رو به باشتین آمد و رهبری شورش مردم را بر عهده گرفت. می‌گویند که ایلچی مغول به باشتین آمد و بر دو برادر به نام‌های حسن حمزه و حسین حمزه، وارد شد و طلب شراب و شاهد کرد. آن دو برادر، در باب شاهد، عذر آوردند؛ ولی او با بی اعتنایی، قصد تجاوز به ناموس آنان را داشت که آن دو شمشیر کشیدند و گفتند: «ما تحمل این ننگ را نداریم» و آن فرستاده را کشتند و گفتند: «ما سربداریم».
وقتی خواجه علاء الدین محمد، حاکم سبزوار و جوین در فَریومَد (فرومد)، خبر قتل ایلچی مغول را شنید، حسن و حسین حمزه را خواست. آنان دررفتن به نزد او تعلل کردند. عبدالرزاق به یاری حسن و حسین حمزه آمد و به فرستادگان خواجه گفت که به او بگویند که از آنان، عملی ناشایست سرزده و کشته شده‌اند. وقتی خواجه پاسخ فرستادگان را شنید، سپاهی روانه باشتین کرد. عبدالرزاق مردم را به مقاومت فراخواند و به آنان گفت: «سرِ خود را بر دار دیدن، بهتر از زندگی ننگین است.» از این رو، با سپاه خواجه علاء الدین محمد، مسعود، به تعقیب دشمن پرداخت و با غنایم فراوان به باشتین - که بیشتر ساکنانش پیرو شیخ حسن جوری بودند- بازگشت.
وی در سال ۷۳۸ هجری در سبزوار، دولت سربداران را تأسیس کرد و به نام خود، خطبه خواند و سکه ضرب کرد. وی با کمک آزادمردان توانست نواحی دیگری را به تصرفات سربداران اضافه کند. عبدالرزاق به دست برادرش کشته شد.
سربداران به رهبری عبدالرزاق وزیر خراسان را به قتل رساندند و سبزوار را مرکز حکومت خود ساختند، عبدالرزاق نیز خود را امیر نامید و بر مسند حکومت تکیه زد خطبه و سکه به نام خویش فرمود.
عبدالرزاق مدت دو سال و چهار ماه حکومت کرد و توانست جوین، اسفراین، جاجرم و بیارجمند را تسخیر کند.
در ۱۲ ذی‌حجه سال ۷۳۸ هجری در پی نزاع پیش آمده بین عبدالرزاق و برادرش وجیه‌الدین مسعود، در قلعه حکومتی سبزوار، عبدالرزاق به قتل رسید.
| جانشین: وجیه‌الدین مسعود | حاکم سربداران ۱۳۳۷ تا ۱۳۳۹ میلادی | حاکم پیشین: — |